# Phasmahyla
A Phasmahyla a kétéltűek (Amphibia) osztályába, a békák (Anura) rendjébe és a levelibéka-félék (Hylidae) családjába tartozó nem.

## Elterjedésük
A nembe tartozó fajok Brazília északkeleti részén honosak.

## Rendszerezés
A nembe az alábbi fajok tartoznak.
- Phasmahyla cochranae (Bokermann, 1966)
- Phasmahyla cruzi (Carvalho-e-Silva, Silva & Carvalho-e-Silva, 2009)
- Phasmahyla exilis (Cruz, 1980)
- Phasmahyla guttata (Lutz, 1924)
- Phasmahyla jandaia (Bokermann & Sazima, 1978)
- Phasmahyla lisbella Pereira, Rocha, Folly, Silva & Santana, 2018
- Phasmahyla spectabilis Cruz, Feio & Nascimento, 2008
- Phasmahyla timbo Cruz, Napoli & Fonseca, 2008